# Phyllodactylus baurii
Espèce
Statut de conservation UICN

 DD  : Données insuffisantes
Phyllodactylus baurii est une espèce de geckos de la famille des Phyllodactylidae.

## Répartition
Cette espèce est endémique des îles Galápagos. Elle se rencontre sur les îles de Española, de Floreana, d'Enderby et de Campión.

## Liste des sous-espèces
Selon The Reptile Database (12 février 2013) :
- Phyllodactylus baurii gorii Lanza, 1973
- Phyllodactylus baurii baurii Garman, 1892

## Étymologie
Cette espèce est nommée en l'honneur de Georg Baur.

## Publications originales
- Garman, 1892 : The reptiles of the Galapagos Islands. Bulletin of the Essex Institute, vol. 24, p. 73-87 (texte intégral).
- Lanza, 1973 : On some Phyllodactylus from the Galapagos Islands (Reptilia Gekkonidae). Publicato a Cura del Museo Zoologico dell’Università di Firenze, p. 1-25.